# Naturschutzgebiet Grotenberg bei Welleringhausen
Das Naturschutzgebiet Grotenberg bei Welleringhausen mit einer Größe von 19,77 ha liegt nördlich vom Dorfrand von Welleringhausen im Gemeindegebiet von Willingen im Landkreis Waldeck-Frankenberg. Das Naturschutzgebiet (NSG) wurde 1992 wegen seiner Bedeutung für die Botanik und Tierwelt ausgewiesen. Das NSG liegt innerhalb des Naturparks Diemelsee.

## Gebietsbeschreibung
Bei NSG handelt es sich um den Südhang des Grotenberges. Auf ausgehagerte Diabasstandorte finden sich auf einer Fläche von zehn Hektar für den Ostsauerländer Gebirgsrand charakteristische bodensaure Silikat-Magerrasen. Der Silikat-Magerrasen am Grotenberg ist durch eine extensive Beweidung mit Schafe entstanden. Ende der 1950er Jahre wurde der Oberhang des Grotenberges mit Fichten bepflanzt. Im Rahmen der Pflegemaßnahmen sind in den letzten Jahren Fichten entfernt worden und es findet eine extensive Beweidung mit Heidschnucken statt.

## Tier- und Pflanzenwelt
Es wurden die Brutvogelarten Dorngrasmücke, Raubwürger und Neuntöter, ferner 12 Baumpieper- und 6 Wiesenpieper-Reviere gefunden. Es wurden 11 Schmetterlingsarten gefunden. 16 Arten von Käfern wurden nachgewiesen. Unter den 6 Heuschreckenarten wurde der Warzenbeißer nachgewiesen.
Insgesamt wurden im NSG 163 Gefäßpflanzenarten festgestellt. Auf den Felsen im NSG sind Flechten wie verschiedene Rentierflechten und Schildflechte weit verbreitet.

## Schutzzweck
Laut Naturschutzgebiets-Ausweisung wurde das Gebiet wegen seiner Bedeutung für die Botanik und Tierwelt als Naturschutzgebiet ausgewiesen. Wie bei allen Naturschutzgebieten in Deutschland wurde in der Schutzausweisung darauf hingewiesen, dass das Gebiet „wegen der Seltenheit, besonderen Eigenart und Schönheit des Gebietes“ zum Naturschutzgebiet wurde.